# Artur Jędrzejczyk
Artur Jędrzejczyk (Dębica, Polonia, 4 de noviembre de 1987) es un futbolista internacional polaco que juega de defensa en el Legia de Varsovia de la Ekstraklasa.

## Trayectoria
Se unió al Legia de Varsovia en agosto de 2006, proveniente del Igloopol Dębica de su ciudad natal. Pasó dos temporadas cedido al GKS Jastrzębie y al Dolcan Ząbki, antes de regresar al Legia en la temporada 2009-10. Al año siguiente volvió a ser cedido, esta vez al Korona Kielce. 
El 7 de agosto de 2010, Jędrzejczyk marcó con el Legia un hat-trick ante el Arsenal en un partido amistoso celebrado en Varsovia. El partido terminó con una victoria 5-6 para el Arsenal.
El 30 de mayo de 2013 firmó un contrato de 3 años con el FC Krasnodar ruso, que se extiende por dos años, en diciembre de 2014. En enero de 2016 regresó al Legia de Varsovia en condición de cedido, para fichar definitivamente con su club debut un año después hasta 2020. Desde entonces, ha acumulado con el club legionario más de 400 partidos, ejerciendo como capitán del club. Jędrzejczyk posee el récord de más títulos obtenidos vistiendo la camiseta del Legia de Varsovia, con 14 trofeos en total: 6 ligas, 7 Copas de Polonia y 1 Supercopa.

## Selección nacional
El 12 de octubre de 2010 debutó con la selección nacional polaca en un amistoso ante Ecuador, terminando en un empate a dos goles. Hasta la fecha ha sido convocado en 37 ocasiones, anotando tres goles con la selección. El primero ante Macedonia el 14 de diciembre de 2012 y el segundo ante Suiza en noviembre de 2014. 
Fue convocado para la Eurocopa 2016, jugando como titular los cinco partidos como lateral izquierdo junto a su compañero de equipo Michał Pazdan. En mayo de 2018 formó parte de la plantilla preliminar para la Copa Mundial de la FIFA 2018 celebrada en Rusia, siendo uno de los 23 seleccionados por Adam Nawałka.

## Palmarés

### Títulos nacionales
| Título               | Club              | País    | Año  |
| -------------------- | ----------------- | ------- | ---- |
| Copa de Polonia      | Legia de Varsovia | Polonia | 2011 |
| Copa de Polonia      | Legia de Varsovia | Polonia | 2012 |
| Copa de Polonia      | Legia de Varsovia | Polonia | 2013 |
| Ekstraklasa          | Legia de Varsovia | Polonia | 2013 |
| Copa de Polonia      | Legia de Varsovia | Polonia | 2016 |
| Ekstraklasa          | Legia de Varsovia | Polonia | 2016 |
| Ekstraklasa          | Legia de Varsovia | Polonia | 2017 |
| Copa de Polonia      | Legia de Varsovia | Polonia | 2018 |
| Ekstraklasa          | Legia de Varsovia | Polonia | 2018 |
| Ekstraklasa          | Legia de Varsovia | Polonia | 2020 |
| Ekstraklasa          | Legia de Varsovia | Polonia | 2021 |
| Copa de Polonia      | Legia de Varsovia | Polonia | 2023 |
| Supercopa de Polonia | Legia de Varsovia | Polonia | 2023 |
| Copa de Polonia      | Legia de Varsovia | Polonia | 2025 |